# 鍋島直明
鍋島 直明（なべしま なおあきら、1870年1月26日〈明治2年12月25日〉 - 1937年〈昭和12年〉11月19日）は、日本の陸軍軍人、政治家、華族。陸軍少将正三位勲二等功四級男爵。貴族院議員。
鍋島茂明海軍中将は、兄・鍋島茂麟の子。

## 経歴
肥前国佐賀に深堀鍋島家・鍋島茂精（孫六郎）の次男として生まれた。明治28年（1895年）、藩主一門の白石鍋島家・鍋島直暠の長女・渭子の入婿となり家督を継ぐ。明治25年（1892年）、陸軍士官学校（3期）卒業。明治26年（1893年）陸軍騎兵少尉となる。明治30年（1897年）10月27日、男爵に叙爵した。近衛騎兵聯隊中隊長、載仁親王付武官となる。大正3年（1914年）騎兵第六連隊長を務め、大正5年（1916年）8月、陸軍騎兵大佐となり竹田宮恒久王附武官となる。大正8年（1919年）7月25日、陸軍少将となり、同日、予備役に編入された。
大正11年（1922年）9月より没するまで貴族院男爵議員となる。所属会派は公正会。昭和12年薨去。享年69歳。墓所は多磨霊園。家督は鍋島直高が継いだ。

## 栄典
- 1893年（明治26年）5月10日 - 正八位[3]
- 1896年（明治29年）7月20日 - 従七位[4]
- 1903年（明治36年）12月11日 - 正五位[5]
- 1906年（明治39年）4月1日 - 功五級金鵄勲章・勲四等旭日小綬章・明治三十七八年従軍記章[6]
- 1910年（明治43年）12月27日 - 従四位[7]
- 1915年（大正4年）4月24日 - 勲三等瑞宝章[8]
- 1919年（大正8年）1月10日 - 正四位[9]

## 家族
- 妻：鍋島渭子（鍋島直暠の長女）
  - 長男：鍋島直高
  - 長女：純子（牧野伸通夫人） - 上皇后美智子の皇太子妃時代の東宮女官長を勤めた。長男は日東化学工業副社長を務めた牧野伸和、長女は名門松濤幼稚園創設者の林貞子、次女の淑子は杉山元太郎（杉山金太郎長男）の妻。
  - 次男：鍋島直康